# Predrag Nikolić
Predrag Nikolić (Bosanski Šamac, 11 settembre 1960) è uno scacchista bosniaco (jugoslavo fino al 1992).
Grande maestro dal 1983, vinse il campionato jugoslavo nel 1980 e 1984. Nel 2015 vince il campionato mondiale seniores di Acqui Terme nella categoria over 50.
Raggiunse il massimo rating Elo in ottobre del 2004, con 2676 punti.
Ha partecipato a dodici olimpiadi degli scacchi dal 1980 al 2008 (cinque volte con la Jugoslavia e sette con la Bosnia-Erzegovina), ottenendo tre medaglie: un oro individuale e un bronzo di squadra alle olimpiadi di Malta 1980, un argento di squadra alle olimpiadi di Mosca 1994.
Tra i migliori risultati in tornei internazionali i seguenti:
- 1982 : 2º a Soči dietro a Michail Tal'
- 1983 : 1º a Sarajevo
- 1984 : 1º a Novi Sad
- 1986 : 1º a Reykjavík;  2º al torneo di Wijk aan Zee dietro a Nigel Short
- 1987 : 1º a Sarajevo;  4º al torneo interzonale di Zagabria
- 1989 : =1º a Wijk aan Zee con Anand, Ribli e Sax;  1º al Vidmar Memorial di Lubiana
- 1990 : 4º all'interzonale di Manila, qualificandosi per il torneo dei candidati
- 1991 : 1º a Bled;  pareggia 4-4 il match dei candidati di Sarajevo contro Boris Gelfand, ma perde negli spareggi lampo 1,5-0,5
- 1992 : 2º a Buenos Aires
- 1994 : 1º a Wijk aan Zee
- 1997 : vince il campionato olandese open
- 1999 : vince il campionato olandese open
- 2004 : =1º con Vasyl' Ivančuk al campionato europeo individuale di Adalia (Ivančuk vinse il play-off)
- 2007 : vince il campionato della Bosnia-Erzegovina